# بروم پینیگر

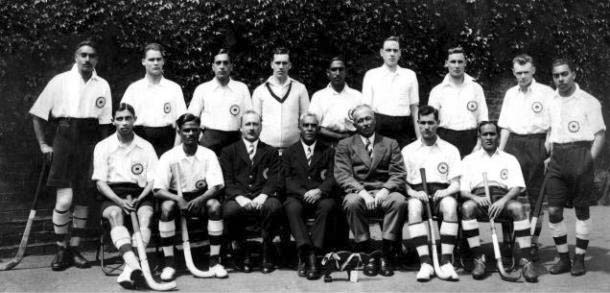
تیم ملی هاکی روی چمن هند در المپیک ۱۹۲۸

بروم پینیگر (انگلیسی: Broome Pinniger; ۲۸ دسامبر ۱۹۰۲ – ۱ ژانویهٔ ۱۹۹۶) بازیکن هاکی روی چمن اهل هند بود.
وی به‌همراه تیم ملی هاکی روی چمن مردان هند به قهرمانی بازی‌های المپیک تابستانی ۱۹۲۸ و ۱۹۳۲ دست پیدا کرده‌است.